# Taping (rivière)
La Taping, Ta Hkaw Hka en kachin et Ta Ying Chiang (大盈江) en chinois, est une rivière du nord de la Birmanie, affluent du principal fleuve du pays, l'Irrawaddy. La ligne de partage des eaux entre la Taping et la N'mai Hka au nord-ouest, ainsi qu'entre elle et la Shweli et la Salouen au sud-est forme une partie de la frontière avec la Chine. Elle prend sa source au Yunnan, dans le xian de Yingjiang, et se jette dans l'Irrawaddy au nord de Bhamo, dans l'État Kachin.

## Histoire
En 1277, le roi Narathihapati de Pagan fit exécuter une ambassade de Kubilai Khan avant d'envahir l'état de Kanngai, une centaine de kilomètres au nord de Bhamo dans la vallée de la Taping, pour le punir de s'être soumis aux mongols. Les chinois défirent les birmans à la bataille de Ngasaunggyan, dont un récit parvint plus tard en Europe grâce à Marco Polo. L'armée chinoise s'avança jusqu'à Kaungsin, mais fit demi-tour en raison de la chaleur excessive. Elle revint cependant en 1283, détruisit Kaungsin et descendit la vallée de l'Irrawaddy jusqu'à la prise de Pagan.
Pendant des siècles, le commerce avec la Chine avait emprunté la vallée de la Taping, par Kaungsin, jusqu'à ce que Bhamo devienne plus importante à partir du XVe siècle.
Pendant la Seconde Guerre mondiale, les alliés construisirent dans la région la route de Ledo pour approvisionner la Chine depuis l'Inde. Avant Noël 1944, elle comptait 570 km et avait atteint Myothit sur la Taping, qu'elle traversait par un pont flottant pour rejoindre la vieille route de Birmanie à Bhamo. Les GIs participant à la construction de la route ont rapporté des récits vivants de la vallée, de leurs échanges avec les habitants et de leurs chasses dans la jungle.
Cette action avait été rendue possible par la 38e division chinoise du général Sun Li-jen, qui avait repris Myothit à la 56e division japonaise à la fin octobre, la privant ainsi de ses principales positions défensives à Bhamo.

## Flore et faune
Durant la guerre, les américains y ont chassé le sambar, le faisan et l'ours ; une loutre apprivoisée y valait deux boîtes d'allumettes.
Un rhinocéros a encore été abattu en 1946 après avoir traversé l'Irrawaddy puis la Taping.
Le dauphin de l'Irrawaddy est connu pour remonter les affluents supérieurs du fleuve, notamment la Taping, surtout en période de hautes-eaux. Au XIXe siècle, il a été observé jusqu'à 30 km au-dessus de Bhamo, sur un site surnommé « Dolphin Point ». Des études plus récentes en 2002-2004 ont rapporté sa présence dans les zones profondes au confluent de la Taping et de l'Irrawaddy, et jusqu'à 36 km en amont jusqu'à Sinkan, à l'extrémité amont du second défilé de l'Irrawaddy. La construction de barrages en amont de la Taping représente cependant une menace, car la réduction du débit en saison sèche pourrait conduire à une diminution de son habitat et au déclin de ses populations.

## Perspectives
Des projets hydroélectriques sont en cours le long de la Taping : trois barrages sont en construction, dont un en Chine et deux en Birmanie par China Datang Corporation (CDT) et le gouvernement birman, à savoir Taping 1, 53 km au nord-est de Bhamo (240 MW), et Taping 2, à 42 km (168 MW).